# Вишневка (Кореневский район)
Вишневка — деревня в Кореневском районе Курской области. Входит в состав Комаровского сельсовета.

## География
Деревня находится на реке Снагость, в 103 км к юго-западу от Курска, в 9,5 км к югу от районного центра — посёлка городского типа Коренево, в 4,5 км от центра сельсовета — Комаровка.
Климат
Вишневка, как и весь район, расположена в поясе умеренно континентального климата с тёплым летом и относительно тёплой зимой (Dfb в классификации Кёппена).

## Население
| 2002 | 2010 |
| ---- | ---- |
| 107  | ↘49  |

## Инфраструктура
Личное подсобное хозяйство. В деревне 66 домов.

## Транспорт
Вишневка находится в 10,5 км от автодороги регионального значения 38К-030 (Рыльск — Коренево — Суджа), в 3,5 км от автодороги 38К-006 (Коренево — Троицкое), в 2,5 км от автодороги 38К-007 (38К-006 — Комаровка — Глушково), в 2 км от автодороги межмуниципального значения 38Н-159 (38К-006 — Краснооктябрьское), в 4 км от автодороги 38Н-160 (38К-006 — Любимовка — 38К-030 с подъездом к с. Обуховка), на автодороге 38Н-158 (38К-007 — Вишневка), в 0,3 км от ближайшего ж/д остановочного пункта 344 км (линия 322 км — Льгов I).
В 144 км от аэропорта имени В. Г. Шухова (недалеко от Белгорода).